# Campanario
Campanario est une commune d’Espagne, dans la province de Badajoz, communauté autonome d'Estrémadure.

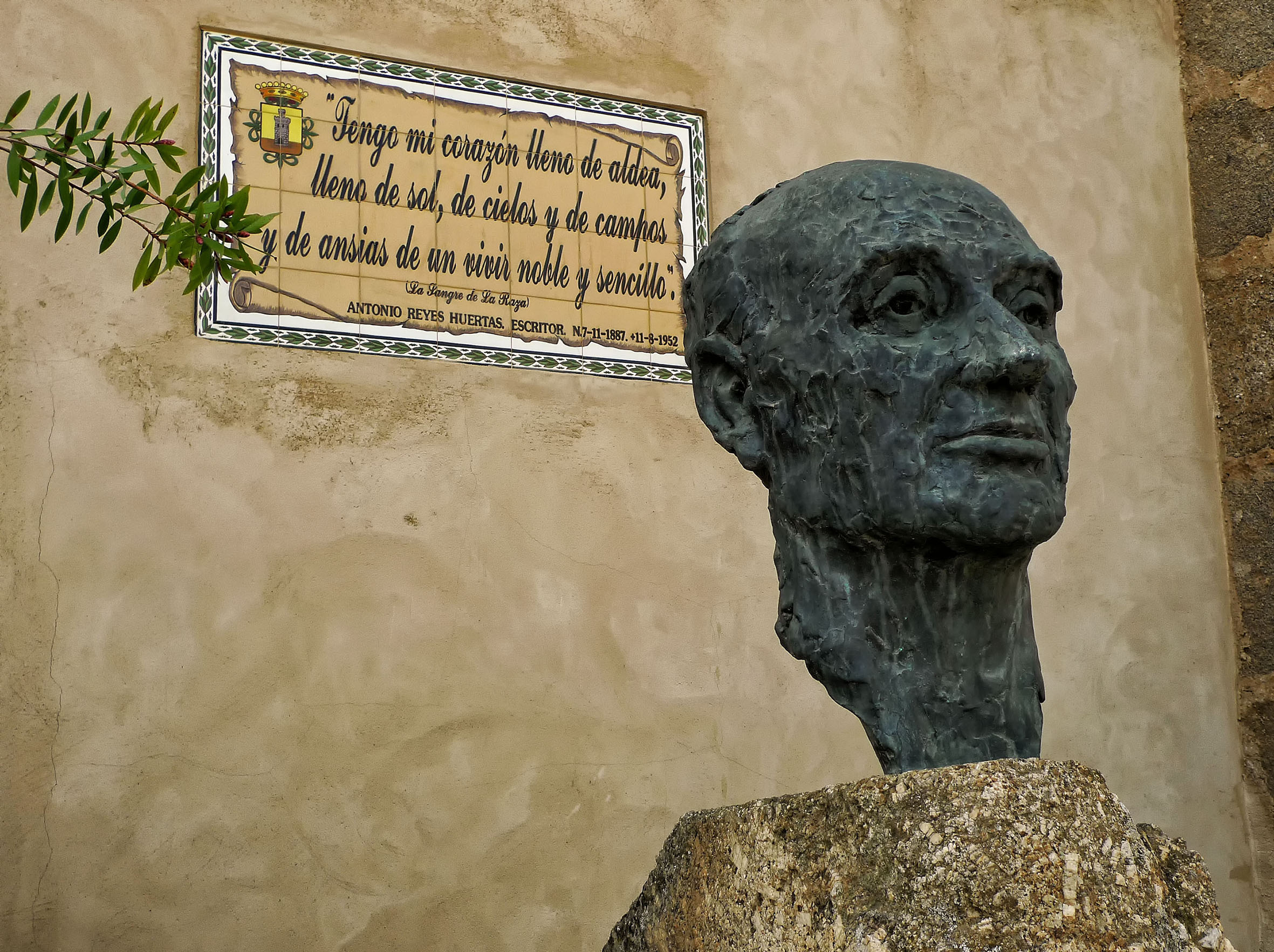
Le buste d'Antonio Reyes Huertas, écrivain né à Campanario.